# Doodstraf in Duitsland

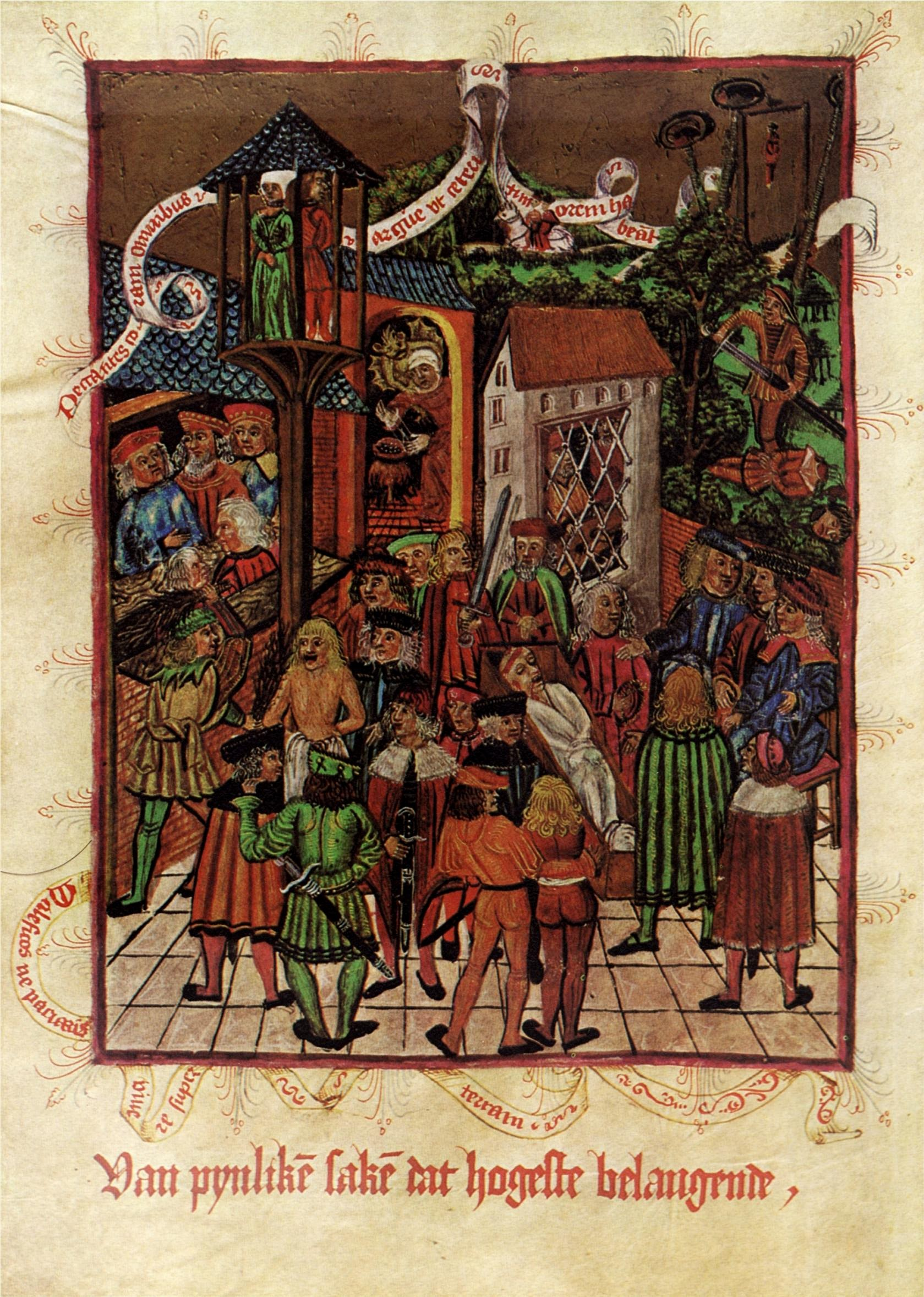
Afbeelding uit het Hamburger Stadtrecht, 1497

Bij de invoering van de grondwet van de Bondsrepubliek Duitsland in 1949 werd de doodstraf verboden. Daarmee was Duitsland het eerste land dat de doodstraf per grondwet verbood. De Amerikaanse militaire autoriteiten in Duitsland konden gedurende enige tijd nog wel de doodstraf opleggen, de laatste keer gebeurde dat in 1956.

## Nazi-regime
Tijdens de dictatuur van de nazi's werden mensen na een proces geëxecuteerd door de guillotine. Militairen werden met de kogel terechtgesteld. In Berlijn-Plötzensee werden ook veroordeelden aan vleeshaken opgehangen.
In de "normale" Duitse rechtspraak werden tussen 1933 en 1945 16.560 doodvonnissen geveld, waarvan er ongeveer 12.000 werden uitgevoerd. Voor de Tweede Wereldoorlog werden 664 doodvonnissen geveld en tijdens de oorlog 15.896 doodvonnisen. Alleen al het Volksgerichtshof sprak 5243 doodvonnissen uit, meestal onder Roland Freisler. Daarnaast werden door krijgstribunalen ongeveer 20.000 doodvonnissen uitgesproken. Slachtoffers van de Holocaust kregen geen proces, hun aantal is een veelvoud van de andere executies.

## DDR
In de Duitse Democratische Republiek werd de doodstraf in 1987 verboden. Tot die tijd waren 227 doodvonnissen uitgesproken, waarvan er 166 ten uitvoer werden gebracht. De laatste uitvoering van de doodstraf in de DDR vond plaats in 1981 met de executie van Werner Teske. Dit was ook de laatste terdoodveroordeling op het huidige Duitse grondgebied.

## Afbeeldingen

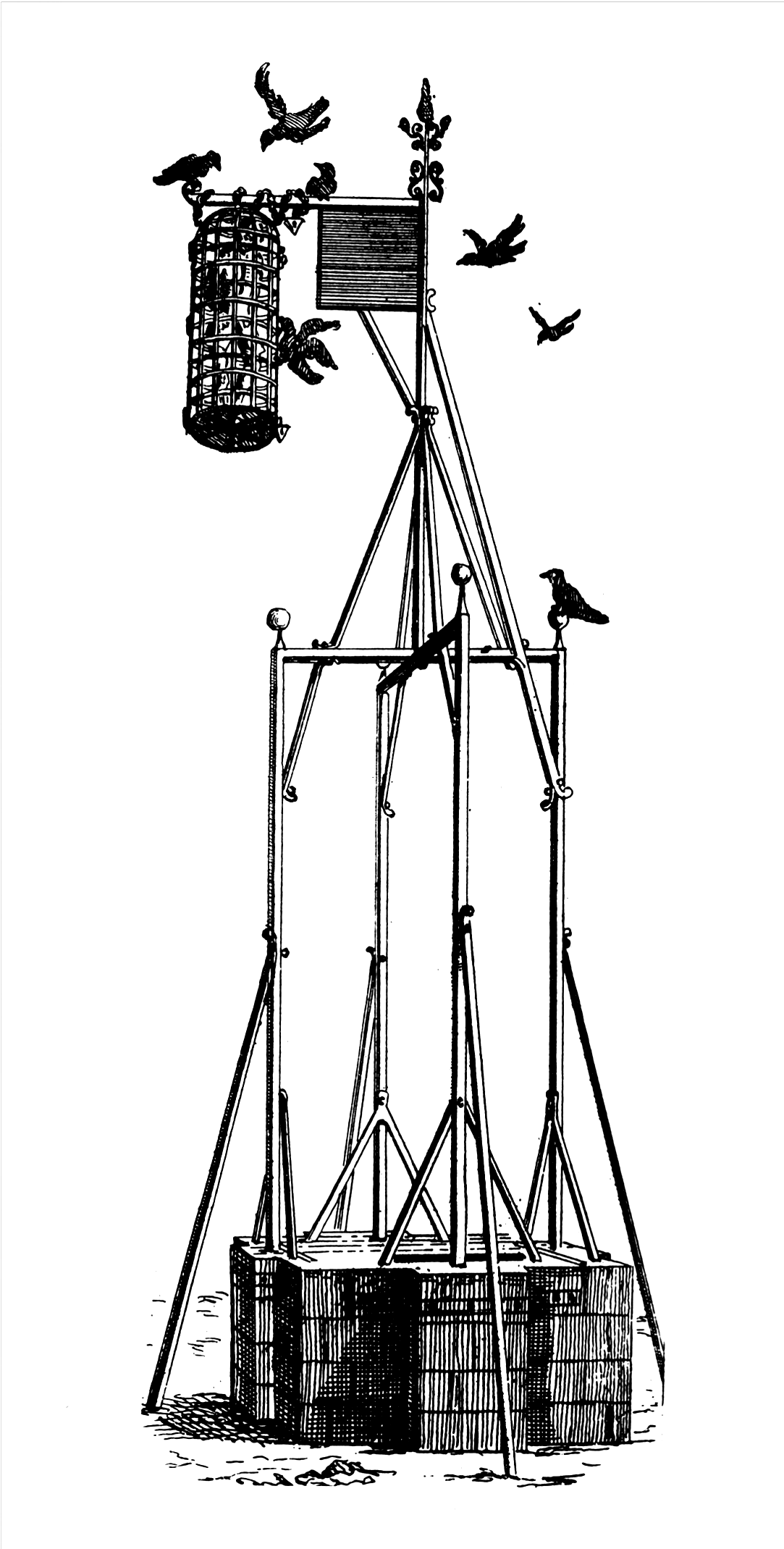
Executie van Joseph Süß Oppenheimer, 1738
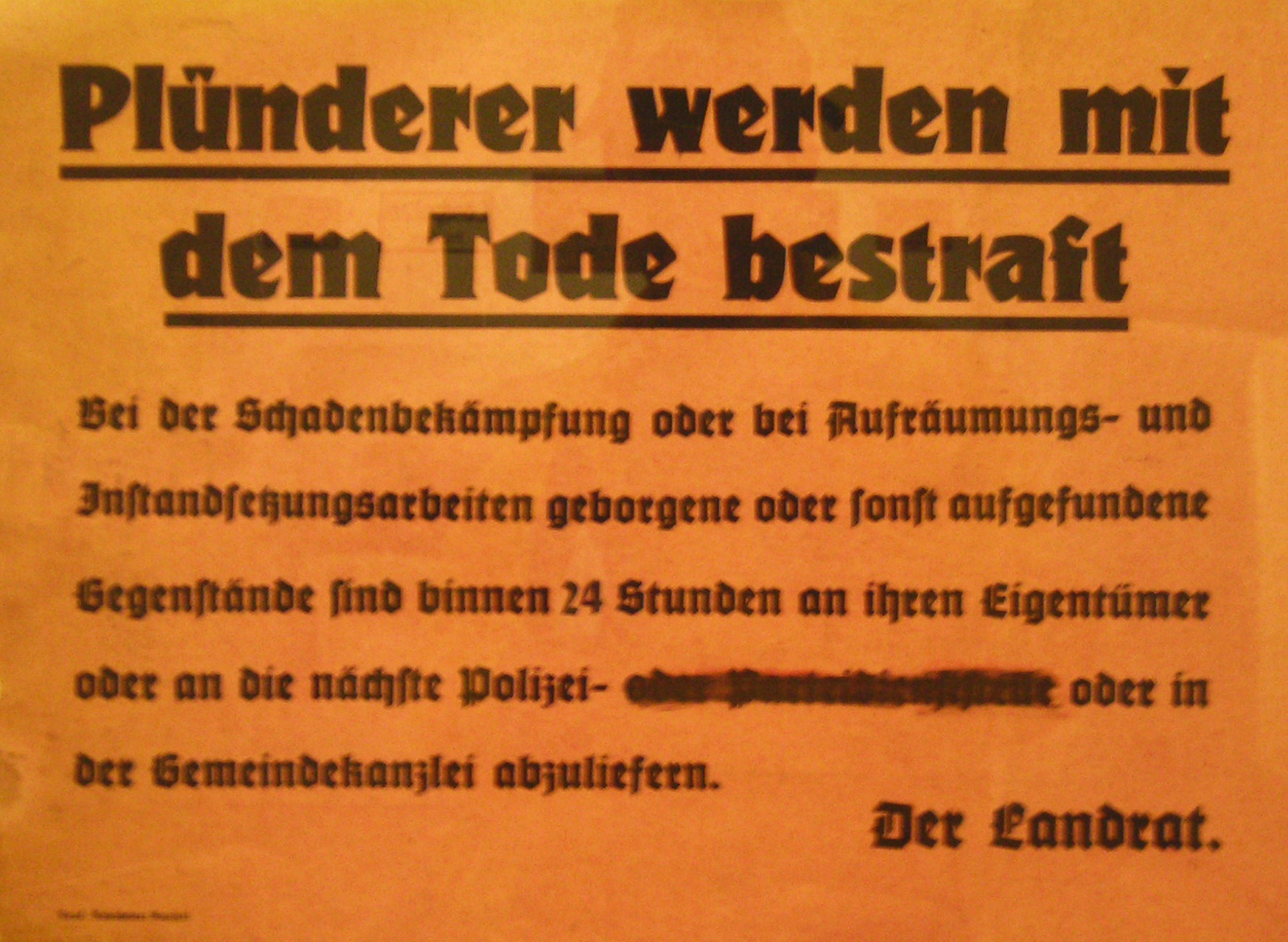
"Plünderer werden mit dem Tode bestraft", Tweede Wereldoorlog
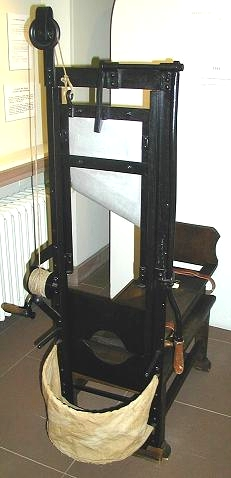
Duitse guillotine (Fallbeil) uit Baden